# Tiburtina (Roms tunnelbana)
Tiburtina är en station på Roms tunnelbanas Linea B. Stationen är belägen i distriktet Pietralata i nordöstra Rom och togs i bruk den 8 december 1990. Stationen är uppkallad efter antikens Via Tiburtina.
Stationen Tiburtina har:
- Bemannade biljettluckor
- Biljettautomater
- WC
- Bar
- Butiker

## Kollektivtrafik
- Järnvägsstation – Roma Tiburtina
- Busshållplats för ATAC och COTRAL

## Omgivningar
- La Sapienza
- Campo Verano
- San Lorenzo fuori le Mura
- Quartiere San Lorenzo

### Webbkällor
Den här artikeln är helt eller delvis baserad på material från italienskspråkiga Wikipedia, Tiburtina (metropolitana di Roma), tidigare version.
- ”Metro Roma”. Urban Rail. Robert Schwandl. http://www.urbanrail.net/eu/it/rom/roma.htm. Läst 30 november 2016.